# Stenhomalus ghesquierei
Stenhomalus ghesquierei là một loài bọ cánh cứng trong họ Cerambycidae.